# カミーユ・モラーヌ
カミーユ・モラーヌ（Camile Maurane, 1911年11月29日 - 2010年1月21日）は、フランスのバリトン歌手。
ルーアンの生まれ。声楽教師だった父親から声楽の手ほどきを受けつつ、ルーアン大聖堂の聖歌隊で経験を積む。サン・エヴォード音楽院を経てパリ音楽院のクレール・クロワザのクラスで学び、1940年にパリ・オペラ座で初舞台を踏んだ。1962年からパリ音楽院の教授を務め、1981年にスコラ・カントールムに移って教鞭をとった。1983年にブール・ラ・レーヌ音楽院に転じて1985年まで後進の指導に当たった。1992年には初来日して東京芸術大学で講習会を開いた。
オーボンヌにて死去。